# Beir Alkarim
Beir Alkarim (بير الكريم) – libijski kuter rakietowy z lat 80. XX wieku, jedna z 10 zamówionych przez Libię jednostek typu La Combattante IIG. Okręt został zwodowany 23 czerwca 1981 roku we francuskiej stoczni CMN w Cherbourgu, a do służby w marynarce wojennej Libii wszedł 17 grudnia 1982 roku. W 1983 roku nazwę jednostki zmieniono na „Shafak” (شافك). Jednostka, oznaczona numerami taktycznymi P524 i 534, nadal znajduje się w składzie libijskiej floty (stan na 2019 rok).

## Projekt i budowa
Kutry rakietowe typu La Combattante IIG zostały zamówione przez Libię we Francji w maju 1977 roku. Łączna wartość kontraktu opiewała na 300 mln £.
„Beir Alkarim” zbudowany został w stoczni CMN w Cherbourgu . Stępkę okrętu położono 11 marca 1980 roku, a zwodowany został 23 czerwca 1981 roku.

## Dane taktyczno-techniczne
Okręt jest kutrem rakietowym o długości całkowitej 49 metrów (46,2 metra między pionami), szerokości całkowitej 7,1 metra i zanurzeniu 2 metrów . Kadłub jednostki wykonano ze stali, zaś nadbudówkę ze stali stopowej. Wyporność standardowa wynosi 258 ton, zaś pełna 311 ton . Okręt napędzany jest przez cztery 20-cylindrowe silniki wysokoprężne MTU 20V 538 TB91 o łącznej mocy 11,29 MW (15 360 KM), poruszające poprzez wały napędowe czterema śrubami. Maksymalna prędkość jednostki wynosi 39 węzłów. Zasięg wynosi 1600 Mm przy prędkości 15 węzłów lub 850 Mm przy prędkości 25 węzłów .
Uzbrojenie artyleryjskie jednostki składa się z umieszczonej na dziobie w wieży pojedynczej armaty uniwersalnej OTO Melara Compact kalibru 76 mm L/62 . Masa pocisku wynosiła 6 kg, kąt podniesienia lufy 85°, donośność pozioma 16 000 metrów (12 000 metrów do celów powietrznych), a szybkostrzelność 85 strz./min. Prócz tego na rufie znajduje się wieża z dwoma działkami przeciwlotniczymi Breda Compact kal. 40 mm L/70 . Kąt podniesienia luf wynosi 85°, waga pocisku 0,96 kg, donośność 12 500 metrów w poziomie i 4000 metrów w pionie, zaś szybkostrzelność od 300 do 450 strz./min.
Uzbrojenie rakietowe stanowią umieszczone za nadbudówką dwie podwójne wyrzutnie przeciwokrętowych pocisków rakietowych Otomat Mark 1 (okręt przenosi cztery rakiety) . Pocisk rozwija prędkość 0,9 Ma, masa głowicy bojowej wynosi 210 kg, zaś maksymalny zasięg 80 km.
Wyposażenie radioelektroniczne obejmuje radar nawigacyjny Decca SMA 3 RM 20, radar dozoru ogólnego Thomson Triton II o zasięgu 33 km i radar kierowania ogniem Thomson Castor IIB o zasięgu 15 km, zintegrowany z systemem kierowania ogniem Thomson Vega II.
Załoga okrętu składa się z 27 oficerów, podoficerów i marynarzy .

## Służba
„Beir Alkarim” (بير الكريم) został przyjęty do służby w marynarce wojennej Libii 17 grudnia 1982 roku . Jednostka otrzymała numer taktyczny P524 . W 1983 roku nazwę okrętu zmieniono na „Shafak” (شافك), a numer burtowy na 534 . W 2013 roku jednostka odwiedziła Maltę. Okręt nadal wchodzi w skład floty libijskiej (stan na 2019 rok) .